# ヘルガ・イ・フローラ
『ヘルガ・イ・フローラ』（スペイン語: Helga y Flora）は、チリの警察小説テレビドラマ。チャンネル13で2020年4月25日に初公開された。

## 登場人物
Mr.レイモンド・ガンパー
演：アレハンドロ・シーブキング
フローラ・グティエレス
演：カタリナ・サアベドラ
ヘルガ・ガンケル
演：アマリア・カサイ
ダビド・アセベド
演：ヘルナン・グティエレス
ザカリアス・ヤンカケオ
演：ティアゴ・コレア
エセキエル・リグマン
演：エルネスト・メレンデス
ウルスラ・ミヤン
演：ダニエラ・ロレンテ
クララ
演：アレッサンドラ・ゲルゾーニ
エルビジス・カリマン
演：ジェラルディン・ニリ
ガブリエル・ガンパー
演：ヨルダノ・ロシ
レミジオ
演：アルド・パロディ
Dr.アレクサンダー・ネストロイ
演：マリオ・オサンドン
アッティリオ
演：ダニエルー・アティビロ
アタチェ
演：フアン・カルロス・マルドナド
ロサリオ
演：イシドラ・ロヨラ
ラモン
演：リサンドロ・カバスカンゴ
パトリシオ・ピヲンカ
演：パトリシオ・リケルメ
アリアガ警部
演：エルネスト・グティエレス